# جيف غوثير
جيف غوثير (بالإنجليزية: Jeff Gauthier)‏ هو منتج أسطوانات أمريكي، ولد في 1954.

## وصلات خارجية
- جيف غوثير على موقع ميوزك برينز (الإنجليزية)
- جيف غوثير على موقع أول ميوزيك (الإنجليزية)
- جيف غوثير على موقع ديسكوغز (الإنجليزية)